# Carlo van Wyk
Carlo Faizel van Wyk (ur. 26 października 1989) – południowoafrykański zapaśnik walczący w obu stylach. Siódmy i dziewiąty na igrzyskach Wspólnoty Narodów w 2010. Trzeci na mistrzostwach Afryki w 2011. Brązowy medalista mistrzostw Wspólnoty Narodów w 2009 i 2013 roku.